# Paperity
Paperity è un aggregatore multidisciplinare di paper e riviste accademiche consultabili in modalità Open Access. Tutti gli articoli possono essere consultati gratuitamente e nella loro interezza, secondo quanto previsto dalla modalità full text priva di commissioni.
Il sito è stato lanciato ad ottobre 2014 con una base di conoscenza 160.000 articoli. A marzo del 2018, Paperity aveva 1,5 milioni di articoli provenienti 4.200 riviste, che coprono molteplici discipline accademiche: medicina, biologia, chimica, psicologia, scienze sociali, economia, scienze matematiche, discipline umanistiche, arte. Paperity supporta i feed RSS e un'applicazione per terminali mobili, che permette l'accesso alla letteratura scientifica.
Paperity condivide i metadati con altri servizi di ricerca accademici, quali: EBSCO, Altmetric, WorldCat, OCLC, Plagiat.pl e StrikePlagiarism.com.